# Catanitas
Catanitas ou Banu Catani (em árabe: قَحْطَانِي; romaniz.: Qahtani) são os povos semitas originários, ou que alegam serem descendentes de povos da extensão sul da Península Arábica, especialmente a partir do Iêmen
Os catanitas são divididos em dois sub-grupos, Himiar e Calã, com o ramo Himiar como Himiaritas e o ramo Calã como calanitas.
O grupo rival ao catanitas são variadamente conhecido como Adenã, Maade ou Nizar.